# Geisha bifurcata
Geisha bifurcata är en insektsart som beskrevs av Wang, Che och Yuan 2005. Geisha bifurcata ingår i släktet Geisha och familjen Flatidae. Inga underarter finns listade i Catalogue of Life.